# 한국전 참전용사의 날
한국전 참전용사의 날(영어: Korean War Veterans Day)은 캐나다의 한국전 참전용사 기념일로, 7월 27일에 해당한다. 한국전쟁(1950-1953)에 참전하고, 1953년 7월 27일 남북한 휴전에 따른 평화협정의 의무까지 다한 캐나다 참전용사들의 용기와 희생정신을 기리는 날이다.

## 같이 보기
- 유엔군 참전의 날
- 유엔참전용사 국제추모의 날
- 유엔기념공원